# 维罗纳自由镇
维罗纳自由镇（義大利語：Villafranca di Verona），是意大利威尼托大区维罗纳省的一个市镇。总面积57.43平方公里，人口32866人，人口密度572.3人/平方公里（2009年）。国家统计（ISTAT）代码为023096。